# Famille Zaïmis
La famille Zaimis est une famille grecque originaire de Kalavryta, dans le Péloponnèse. Elle a donné plusieurs personnalités politiques importantes à son pays.
- Asimakis Zaïmis (d. 1826), primat du Péloponnèse et combattant de la guerre d'indépendance grecque.
  - Maria Zaïmis, épouse de Sotirios Notaras
  - Andréas Zaïmis (1791-1840), personnalité de la guerre d'indépendance
    - Thrasivoulos Zaimis (1822-1880), Premier ministre grec à plusieurs reprises dans les années 1870.
      - Alexandros Zaimis (1855-1936), Premier ministre grec à cinq reprises à la fin du XIXe siècle et au début du XXe siècle ; président de la République hellénique.

  - Ioannis Zaimis (1797-1882), maire de Patras de 1836 à 1837